# Hermannia veronicifolia
Hermannia veronicifolia là một loài thực vật có hoa trong họ Cẩm quỳ. Loài này được Hochr. mô tả khoa học đầu tiên.